# 灣城 (佛羅里達州)
灣城（英語：Gulf City）是位於美國佛羅里達州希爾斯波羅縣的一個人口普查指定地區。

## 地理
灣城的座標為28°42′20″N 82°27′43″W / 28.70556°N 82.46194°W，而該地最高點為海拔高度3米（即10英尺）。

## 人口
根據2010年美國人口普查的數據，灣城的面積為5.00平方千米，當中陸地面積為5.00平方千米，而水域面積為5.00平方千米。當地共有人口500人，而人口密度為每平方千米100人。